# Dragan Bender
Dragan Bender (ur. 17 listopada 1997 w Čapljinie) – chorwacki koszykarz, występujący na pozycjach silnego skrzydłowego oraz środkowego, reprezentant kraju, obecnie zawodnik Maccabi Tel Awiw.
25 lipca 2019 został zawodnikiem Milwaukee Bucks. 10 lutego 2020 opuścił klub. 23 lutego zawarł 10-dniowa umowę z Golden State Warriors.
23 września 2020 dołączył po raz kolejny w karierze do izraelskiego Maccabi Tel Awiw.

## Osiągnięcia
Stan na 8 stycznia 2020, na podstawie, o ile nie zaznaczono inaczej.

### Drużynowe
- Zdobywca pucharu:
  - Izraela (2015, 2016)
  - ligi izraelskiej (2015)

### Indywidualne
- Uczestnik meczu gwiazd ligi izraelskiej (2016)
- Zaliczony do I składu turnieju Citta Di Roma (NIJT – 2015)

### Reprezentacja
Seniorska
- Uczestnik mistrzostw Europy (2017 – 10. miejsce)

Młodzieżowe
- Wicemistrz świata U–19 (2015)
- Brązowy medalista mistrzostw Europy U–18 (2014)
- Uczestnik mistrzostw Europy:
  - U–18 (2014, 2015 – 12. miejsce)
  - U–16 (2012 – 8. miejsce, 2013 – 6. miejsce)
- Zaliczony do I składu mistrzostw Europy U–18 (2014)
- Lider Eurobasketu U-18 w blokach (2014)